# Новоникольское (Светлопольский сельский округ)
Новоникольское (каз. Новоникольское) — село в Кызылжарском районе Северо-Казахстанской области Казахстана. Входит в состав Светлопольского сельского округа. Код КАТО — 595065500.

## Население
В 1999 году население села составляло 331 человек (168 мужчин и 163 женщины). По данным переписи 2009 года, в селе проживало 213 человек (105 мужчин и 108 женщин).